# محمد لهنا
محمد لهنا (من مواليد 11 مارس 1982) هو لاعب رياضي مغربي الاصل حاصل على الجنسية ألامريكية. فاز لهنا بالميدالية البرونزية في مسابقة الباراترياثلون للرجال PT2 في دورة الألعاب البارالمبية 2016.

## خلفية
ولد محمد بدون عظم الفخذ الأيمن ونتيجة لهذا لم يتمكن من خوض المنافسة ألاولى ضمن سباق ثلاثي له حتى عام 2008. بدأ كسباح، وتمكن من عبور مضيق جبل طارق بالسباحة. وظل يمثل المغرب حتى عام 2016.
بدأت لهنة في التنافس في إطار بطولة العالم للترايثلون بعد أن طلبت تغيير التمثيل من المغرب إلى الولايات المتحدة في عام 2017.

#### الانجازات
- فاز محمد بأربع ميداليات ذهبية .
- حصل 13 منصة تتويج وهو يحتل الآن المركز الرابع على مستوى العالم.[6]

## حياة مهنية
فاز محمد بالميدالية البرونزية في فئة PT2 ضمن دورة الألعاب البارالمبية 2016 المقامة في ريو، وهي أول دورة ألعاب بارالمبية تتضمن أحداث الترياتلون. فاز محمد في ساعة و13 دقيقة و35 ثانية، بفارق بينه وبين البريطاني آندي لويس 46 ثانية.

## روابط خارجية
- الموقع الرسمي